# Bariya
Fin XVe siècle – 1948
Entités précédentes :
- Raj britannique

Entités suivantes :
- Inde

L'État de Bariya est un ancien État princier des Indes, aujourd'hui intégré au Gujarat.

## Dirigeants: Râja puis Mahârâwal
- Râja
  - 1803 - ? : Jashwantsimhjâ
  - 18? - 1819 : Gangâ Dâsji
  - 1819 : Bhimsimhji Gangâ Dâsji
  - 1819 - 1864 : Prithirâji Gangâ Dâsji
- Mahârâwal
  - 1864 - 1908 : Mansimhjî Prithirâjî (1855-1908)
  - 1908 - 1948 : Ranjitsimhjî Mansimhjî (1886-1949)